# Чумандрин, Михаил Фёдорович
Михаил Фёдорович Чумандрин (1905, Тула—1940) — русский советский прозаик.
Родился в семье котельщика. Рос в детском доме в Новосильском уезде, учился в Тульском железнодорожном училище, 
В 1923 году приехал в Петроград, в 1925 году поступил на завод рабочим-прессовщиком, одновременно был рабкором. С 1927 года член ВКП(б). 
К 1928 году относится их знакомство с Максимов Горьким, начинается переписка. Горький называл Чумандрина одним из тех писателей, «которых советская литература выдвигает ежегодно и выдвинула уже десятки… Все они прочно, физически связаны с рабочими фабрик и заводов, нередко читают рабочим свои произведения в рукописях…Таким приемом достигается тесное слияние литературы и жизни». 
Через два года Чумандрин становится редактором журнала «Ленинград». В это же время публикуются его статьи по вопросам литературы и искусства, он пишет рецензии на новые книги.  В Ленинграде он жил в Доме-коммуне инженеров и писателей.
Осенью 1931 года по ходатайству Горького, Михаила Чумандрина отправляют в командировку в Германию. По возвращении он публикует книгу «Германия. Очерки» (1933 год).
Как один из руководителей Ленинградской ассоциации пролетарских писателей (ЛАПП) был членом редколлегии нескольких журналов. 
В своих воспоминаниях Н.Чуковский писал, что имя его «звучало грозно и страшно для питерских интеллигентов конца двадцатых годов. Это был молодой толстяк в косоворотке, самоуверенный темпераментный, с самыми крайними левацкими взглядами. Его приверженцы дали ему прозвище «бешеный огурец». Он не признавал русских классиков, потому что они были дворяне, не признавал переводной литературы, потому что она сплошь буржуазная.
– Лучше своя телега, чем чужой автомобиль, – любил говорить он.
При его нетерпимости в понятие «свой» попадали чрезвычайно немногие. Все те писатели, которые с первых лет революции создавали советскую литературу, оказались для него не «своими», а «чужими», — просто потому, что были интеллигенты. «Своими» он признавал только некоторых рапповцев. Всех остальных он ненавидел в и считал нужным истребить. Алексей Толстой — новобуржуазная литература, Маяковский — мелкобуржуазный поэт, Федин и большинство серапионов — правые попутчики» (Николай Чуковский. О том, что видел. — М: Молодая Гвардия, 2005)

В 1935—1936 годах жил на Дальнем Востоке. Вернувшись в Ленинград, в 1936—1937 годах был заведующим литературной частью Большого драматического театра. 
«Он любил литературу и театр почти как жизнь — фанатично.
Однажды мой друг принес Бабочкину очередную пьесу и сказал:
— Вот тут один парень написал пьесу. Прочти ее.
Бабочкин прочел и сказал:
— Да. Пьеса пойдет. Будем ставить. Тогда мой друг сказал:
— Это я написал.
Это была пьеса «Бикин впадает в Уссури», которую Бабочкин вскоре поставил на сцене Большого драматического театра.

Когда пьеса была официально принята театром, буквально в тот же день завлит подал заявление об уходе: раз его пьеса принята, он не счел для себя этичным оставаться в должности заведующего литературной частью… «Это может быть истолковано не так». — «Но ведь я взял пьесу, не зная, кто автор», — убеждал его Бабочкин. «Все равно, не могу оставаться». И вскоре, несмотря на все уговоры — ушел» (Штейн Александр Петрович «Непридуманное»).
В деле ленинградского писателя  В.И.Эрлиха, обвиняемого в принадлежности к «контрреволюционной троцкистской организации» и проведении «активной террористической и вредительской работы», есть его показания, что он был «завербован в 1932 году в городе Ленинграде Чумандриным Михаилом Федоровичем, бывшим членом Союза советских писателей». Далее в протоколе перечисляются традиционные для НКВД того времени «признания». В частности, Эрлих заявил следователям: «я знал от Чумандрина, что наша контрреволюционная организация была связана с японской разведкой».  Эрлих 19 ноября 1937 года был приговорен к ВМН и расстрелян. Значимых репрессий в отношении М.Чумандрина не последовало.  
Но в том же 1937 году Чумандрину пришлось принести публичное покаяние за то, что в его ранних произведениях действуют левые коммунисты. В 1937 исключен из ВКП(б).

Погиб на финской войне. Посмертно награждён орденом Ленина. Похоронен в братской могиле № 7 в посёлке Колвасозеро Муезерского района Республики Карелия.
«Оказались мы в тяжелой, морозной лесной войне сорокового года на Петрозаводском и Ребольском направлениях, мерзли в тонких сапогах в одних и тех же глубоких снегах, только в разных дивизиях. Там, в снегах Карелии, и настигла его пуля — убило командира роты, и он, близорукий, в очках, с карабином в руках, увлек за собой воинов в контратаку. Подстрелила его «кукушка» — снайпер, замаскировавшийся в ветвях дерева…
Единственный литератор на фронте в ту войну награжденный орденом Ленина. Посмертно. Орден Ленина в те времена был у немногих.
Мой друг вошел навсегда в мое сердце — со всеми, порою невыносимыми, противоречиями, иногда прекрасный, иногда невозможный, я говорил ему полушутливо: «Ты и палач, ты и жертва». Обижался, а потом, на одном из собраний писателей, сказал про себя буквально то, что я ему говорил наедине…
Не раз я возвращался к его натуре — человечески она была щедрее, многокрасочнее, усложненней, нежели его драмы, повести, романы» (Штейн Александр Петрович «Непридуманное»).
В феврале 1941 года в Ленинградском Доме писателя состоялся вечер памяти М.Ф.Чумандрина.

## Семья
Жена — Чумандрина Мария Александровна (1900—1977), издательский работник
- Дочь — Чумандрина Марианна Михайловна (1929—1969), филолог[6]. Была замужем за Львом Левицким[7]. Второй брак — Александр Грюнберг-Цветинович[8]. Вместе с ним была в 1965 году в экспедиции в Афганистане, ей он посвятил свою книгу «Языки Восточного гиндукуша: Мунджанский язык, тексты, словарь, грамматический очерк» (1972)
  - Внук — Чумандрин Михаил Львович (1947—2012)
    - Правнучка — Чумандрина (в замуж.Семина) Марианна Михайловна
- Сын — Чумандрин Юрий Михайлович (1932—1988), реставратор[9], писатель[10]

## Сочинения
- Склока, 1926 (повесть)

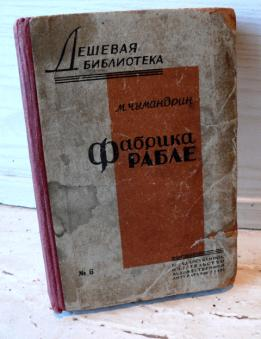
М. Чумандрин. Фабрика Рабле, 1928

- Родня, 1927 (повесть) Звезда 1927 №№ 3,4,5
- Фабрика Рабле, 1928 (роман о частной фабрике в Советской России времён НЭПа)
- Бывший герой, 1929 (роман)
- Ленинград, 1931
- Мои путиловские дневники, 1931 (очерки)
- Белый камень. Л., 1932
- Ночная улица. 1933[11]
- Германия. Очерки, 1933
- Год рождения 1905, 1936 (автобиографический роман)
- Бикин впадает в Уссури. Стойбище Митахеза. Пьесы, 1940
- Достоинство силы [очерк о М. Горьком ]. — Ленгихл, 1932. — 31 с.